# Іоан I Талая
Іоанн Талая або Іоан Табенесіота, більш відомий як Іоан I Александрійський,  Александрійський патріарх між 481 і 482 роками  Як скарбник, був висвячений у 481 році, незабаром після смерті Тимофія III Салофаціола (477–481/482)  . Через конфлікт з Константинопольським патріархом Акацієм (471–486)  він не був визнаний візантійським імператором Зеноном (правління 474–475; 476–491) наступником патріарха. У 482 році, з указом імператора про Генотик і відмовою Талаї прийняти його, він був врешті вигнаний з Александрії і виїхав до Риму, де отримав папський захист. Він став папським радником і, можливо, отримав єпископство Нола. Він помер у Римі невідомої дати.

## Біографія

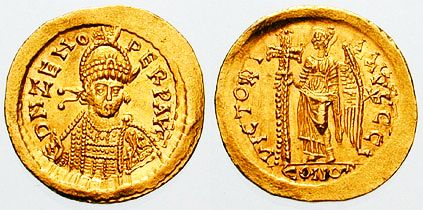
Підошва Соліда (прав. 474–475; 476–491)

Перша згадка про Іоанна Талая трапляється, коли він обіймав посаду пресвітера в монастирі табенезійців у Канопусі, поблизу Александрії ; звідси його назва «Tabenesiota». Під час першого терміну Тимофія III Салофакіола на посаді патріарха Александрійського (460–475  він служив управителем єпархії. Пізніше, під час другого терміну правління Тимофія III (477–482 , він був відправлений разом з Геннадієм Гермопольським як легат до імператора Зенона (правління 474–475; 476–491), щоб подякувати йому за відновлення Салофаціола. У той час імператор був у хороших стосунках з Талай. Вони посварилися через патріархальну спадковість, і імператор дав йому указ на цю тему.  З цього приводу суперники Талая казали, що він підлий і честолюбний, що витрачає великі гроші на підкупи придворних, і що він поводився так, ніби він уже був патріархом. Крім того, він вступив у конфлікт з Константинопольським патріархом Акацієм (471–486 , який став його непримиренним ворогом. 

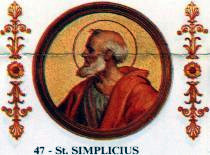
Папа Сімпліцій (463–483)

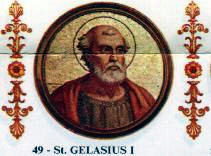
Папа Геласій I (492–496)

Повернувшись до Єгипту, Талая став великим проповідником в Александрії.  Незадовго до смерті Тимофій III знову відправив Іоанна Талаю до Константинополя з проханням, щоб після смерті Тимофія він міг стати халкидонським наступником католиків. Талая знову користувалася імператорською прихильністю і скористалася своєю поїздкою, щоб подружитися з придворними, особливо з Ілло, офіційним автомобілем столиці. Незабаром після смерті Тімоті його наступником був обраний Жоао Талайя. Він оголосив про своє спадкування Риму та Антіохії, як завжди, але не оголосив про це Константинополю, вважаючи за краще надіслати листа Ілло з проханням повідомити імператора. Оскільки Ілло в той час перебував в Антіохії, новина першою дійшла до людей, що Зенон вважав образою. 
Скориставшись цією ситуацією, Акакій переконав імператора, що Талая порушив клятву прийняти вибори, і порадив своєму духовенству відновити ім’я великого поборника монофізитів Діоскора (444–454  у своїх диптихах . Під впливом Акакія Зенон відмовився визнати Талаю і підтримав свого суперника, кандидата-монофізита Педро Монго (477–490 , якого копти визнали з 477 року. Ситуація загострилася після прийняття генотів, які мали на меті примирити монофізитів. Педро Монго прийняв його, а Талая відкинула його. 
Зенон писав папі Сімпліцію (463–483) , що Талая був несправедливим по відношенню до Александрійського престолу , а також лжесвидетель і друг Діоскора, і що Монг був правильною людиною для патріархату. В результаті Сімпліцій відмовився визнати Талаю, але він також відмовився визнати Монго патріархом.  У будь-якому випадку, імператор наказав герцогу Єгипту Аполлонію і префекту Августу Пергамію, який збирався відплисти в Олександрію, зняти Іоанна Талаю з патріаршого престолу і замінити його Петром Монгусом.  Крім того, він змусив Талая урочистою обіцянкою не прагнути і (як здається) не приймати патріархату. 

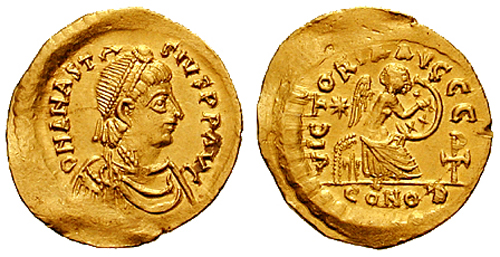
Семіс Анастасій I Діхор (р. 491–518

Талая був вигнаний з Александрії і втік спочатку до Антіохії , а потім до Риму в 483 році  . Там він переконав Сімплісіо написати два листи до Акасіо, в яких засуджує Монго. Наступник Сімпліція Фелікс III (II) (483–492)  ревно виклав справу Іоанна Талая і відправив до Константинополя єпископів Віталія і Місену з листами до Зенона і Акакія, вимагаючи, щоб Акацій надіслав відповідь на звинувачення, висунуті  .  і що Монго буде вилучено, а Джон відновлений.  Він проживав у Римі під папським захистом, допомагаючи суду своїми порадами та знаннями про східні справи. 
У 491 році, в рік смерті Зенона і приходу на престол Анастасія I Діхоар (р. 491–518) , Талая повернулася до Константинополя, щоб благати про його відновлення. Дізнавшись про його прибуття, Анастасій I наказав його відправити у заслання, а Іван повернувся до Риму.  За папи Геласія I (492–496)  ім’я Талаї досі згадується як радник, пораді якого папа охоче дотримувався. Йому було надано контроль над єпископством Ноли,  і під час його єпископства він надіслав вибачення Геласію, в якому анафематував єресь Пелагія, Пелагія, Целестія та Юліана з Еклана . Він ніколи не міг повернутися до свого престолу і помер у Римі чи Нолі в невідому дату. 

## Зовнішні посилання
- John I, Talaias (482). Site oficial do Patriarcado Ortodoxo Grego de Alexandria e toda a África (inglês) . Patriarchateofalexandria.com. Процитовано 2 de março de 2011.